# ロックウェル・コリンズ
ロックウェル・コリンズ (Rockwell Collins) は、かつて存在したアメリカ合衆国の多国籍企業である。本社はアイオワ州シーダーラピッズに置かれていた。アビオニクスおよびITサービスを政府機関や航空機メーカーに提供していた。
元々はコリンズ・ラジオ・カンパニー (Collins Radio Company) として設立されたが、経営難に陥った後にロックウェル・インターナショナルによって1973年に買収された。2001年に、ロックウェル・インターナショナルのアビオニクス部門がスピンオフされ、ロックウェル・コリンズ (Rockwell Collins, Inc.) となった。さらに2018年11月27日にユナイテッド・テクノロジーズ (UTC) に買収されて、傘下のen:Collins Aerospaceの一部となった。

## 歴史
1933年、en:Arthur A. CollinsによってCollins Radio Companyとしてアイオワ州シーダーラピッズに設立された。当初は短波ラジオ機器およびAMラジオ機器の設計と製造を行っていた。また、AMラジオ放送局に加え、軍や科学コミュニティからの特注機器の製造も行っていた。コリンズは1933年の海軍少将リチャード・バードによる南極探検の通信リンクを確立するための機器も製造した。
1936年、コリンズは12Hオーディオコンソール、12X携帯フィールド・アナウンサー用ボックス、300E & 300F放送送信機の製造を開始した。第二次世界大戦中は12Hに代わって212A1および212B1を製造した。その性能の高さから、コリンズは軍の電波通信およびナビゲーション機器の主要サプライやであった。
第二次世界大戦後、コリンズ・ラジオは通信機器のあらゆる分野に進出するようになった。新しい事業は、航空管制システム、電波通信機器、衛星電話機器、そしてアメリカの宇宙開発のための通信機器などである。コリンズは、マーキュリー計画、ジェミニ計画、アポロ計画において、宇宙飛行士が地上局と通話するための通信機器を開発・製造した。また、1973年のスカイラブ計画でもコリンズ製の通信機器が使われた。

### Rockwell Collins

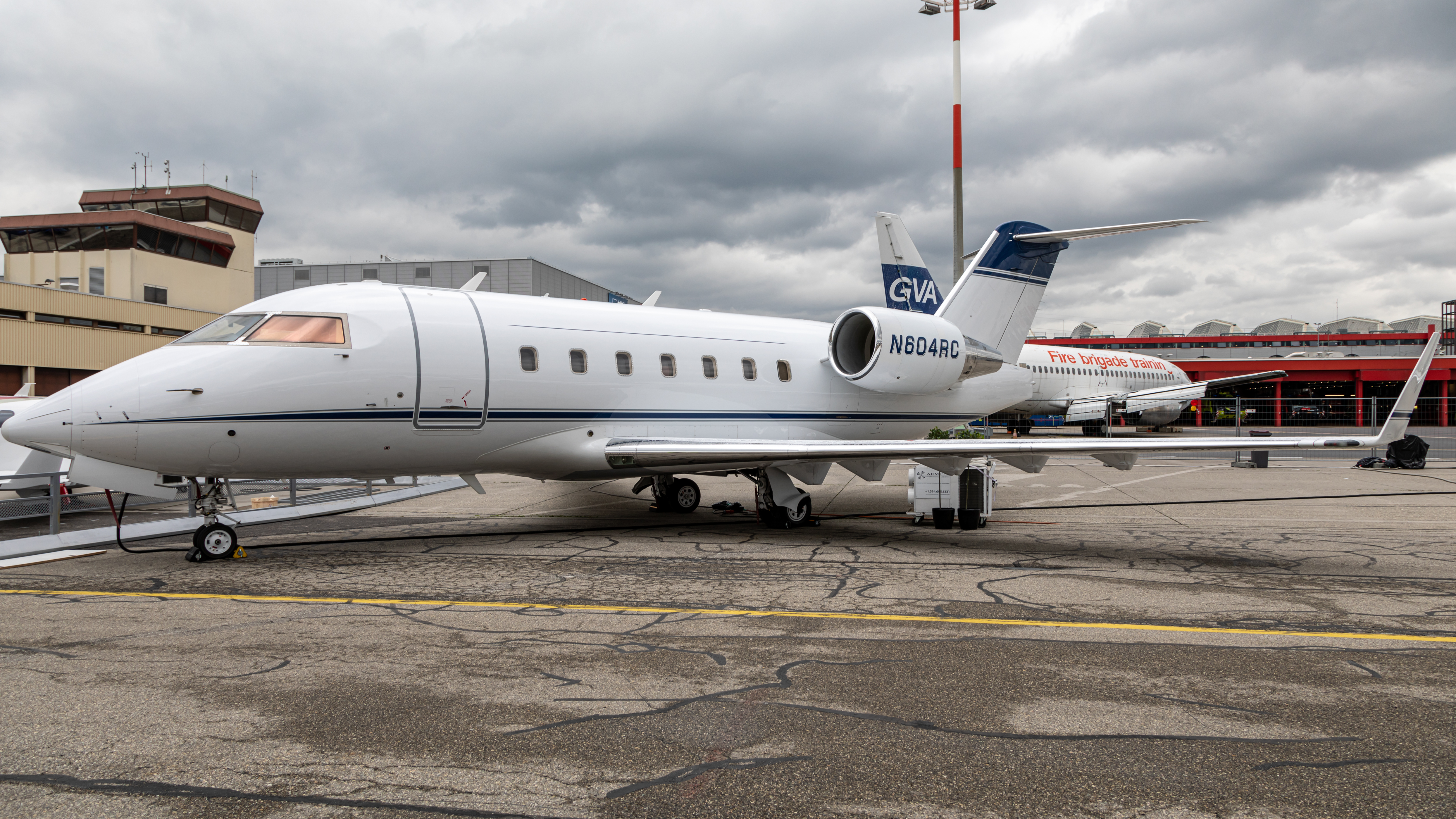
Rockwell Collins avionics demonstrator aircraft

経営難の後の1973年、ロックウェル・ラジオはロックウェル・インターナショナルによって買収された。2001年、アビオニクス事業はロックウェル・コリンズとしてロックウェル・インターナショナルからスピンオフした。これ以降、ロックウェル・コリンズは軍および商用のアビオニクス専業会社となり、通常の電波受信機からは撤退した。しかし、メカニカルフィルタの製品は航空機向け以外にも販売された。
2000年12月より、商用アビエーション製品の販売をメルコスール諸国にも拡大した。
2010年の時点で、従業員は20,000人以上、年商は46億6500万ドルであった。

#### ユナイテッド・テクノロジーズによる買収
2017年9月4日、ユナイテッド・テクノロジーズは$300億で買収することを発表した。この買収は2018年11月26日に完了した。

## 製品

### 放送送信機
AM/FMラジオ放送局向けの送信機

### 短波送信機
- A "30" シリーズ
- en:ART-13[7]
- コリンズ207B-1送信機[8][9]
- 32V-1, -2, and -3, KWS-1 and the rack mounted KW-1.[10]

### 受信機
- 75A-1, 75A-3, 75A-4 (75Aシリーズ)
- 51J-1, 51J-2, 51J-3, 51J-4

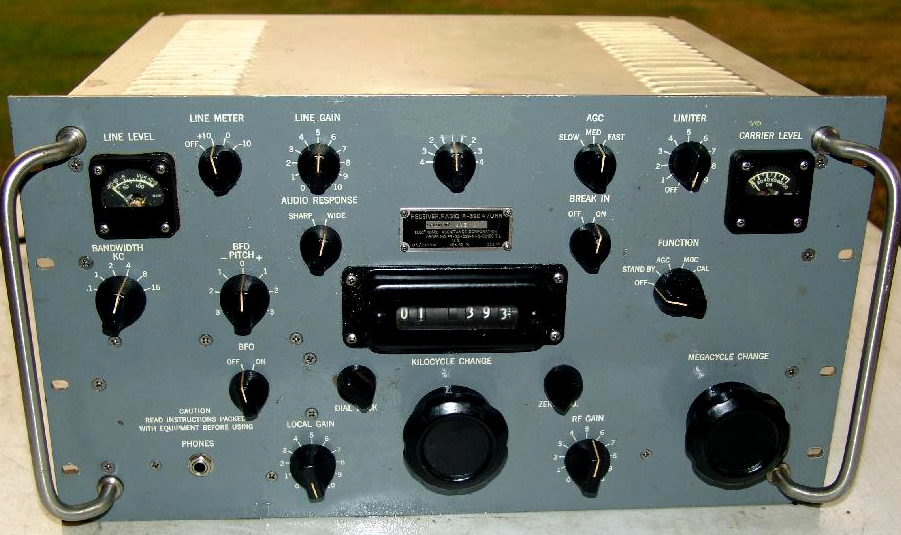
コリンズR-390Aラジオ受信機

- R-390 (.5–30 MHz), R-389, R-391, R-390A[11]
- 75S-1, 75S-3 (and -3A, -3B and -3C) (75Sシリーズ)
- 51S-1
- 51Jシリーズ
- 651S-1

### 送信システム
- 32S-1, 32S-3, 30S-1, 30L-1, 62S-1
- KWM-1, KWM-2, KWM-380

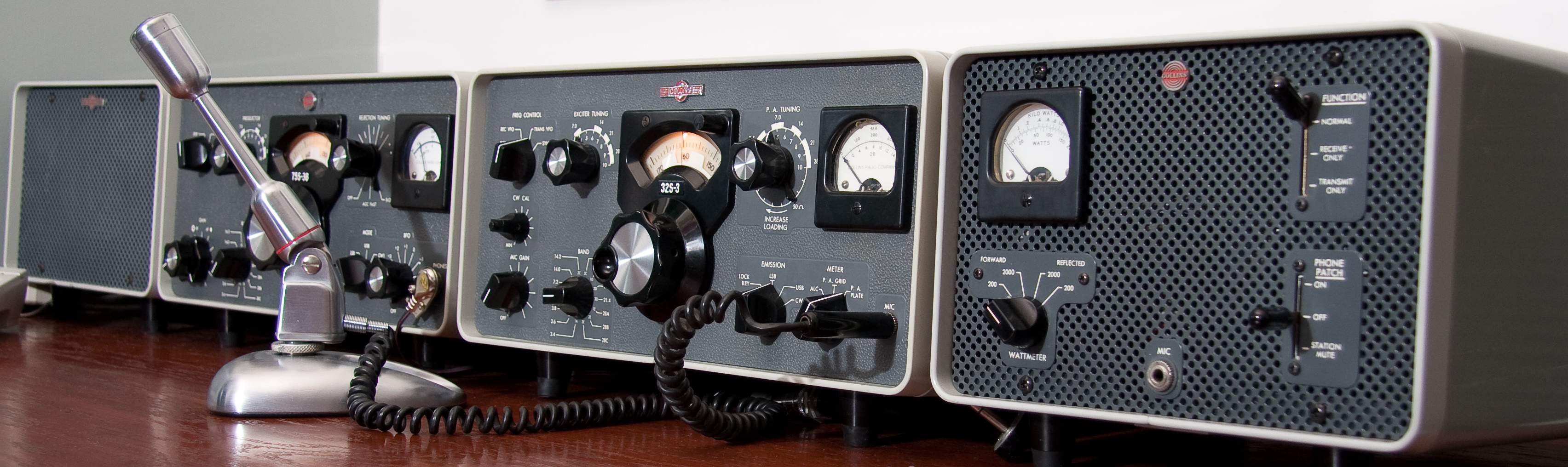
Collins S/Line – 516F-2電源、75S-3B受信機、32S-3送信機、312B-4コンソール、SM-1マイク（1969年）

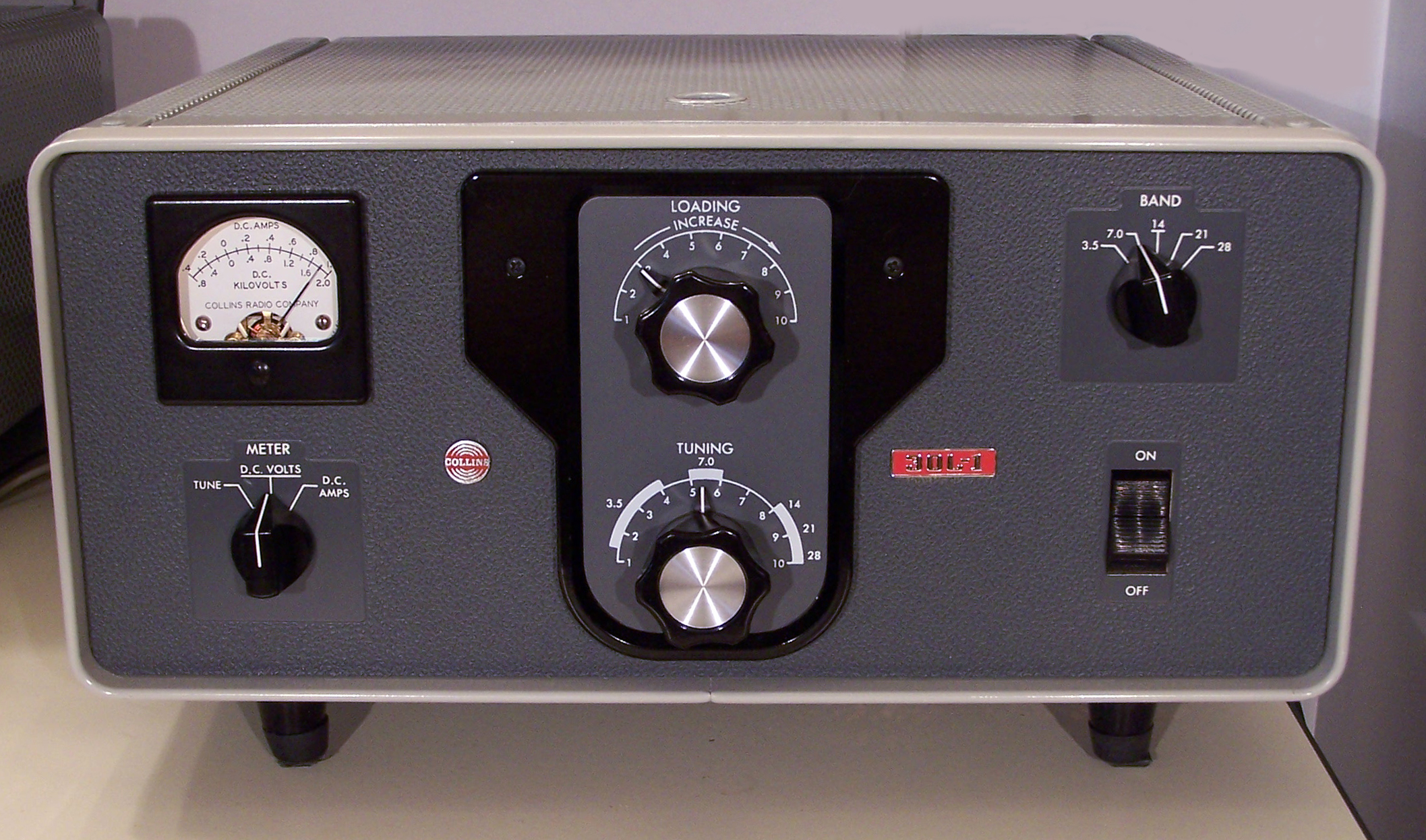
Collins 30L-1アンプ（1970年）

### コンピュータ
- C-System computerized message switching equipment
- イントラネット
- 回路基板や組み立てのための設計データのストレージ

サプライチェーンや組み立て、メンテナンスの自動化を図ろうとしていた。これらの製品は先進的であったが、ビジネスとしてはうまくいかず、経営難を引き起こす原因となった。

### ネットワーク送信機システム
1991年にアルカテルに売却された。

### In-Flight Entertainment System
旅客機の座席エンターテイメントシステム。競合他社は、パナソニック アビオニクス、タレス・グループ、そしてジェットブルー航空の子会社en:LiveTV。

## 買収企業
- 1998年 - Hughes-Avicom's in-flight entertainment business
- 2000年 - Sony Trans Com[15][16]
- 2002年 - Airshow, Inc.
- 2003年 - Intertrade Ltd., Flight Dynamics, K Systems, Inc. (Kaiser companies), Communication Solutions, Inc., NLX (Simulation Business)[17]
- 2006年 - en:Evans & Sutherland（一部）, TELDIX GmbH, IP Unwired, Anzus Inc.
- 2007年 - Information Technology & Applications Corporation
- 2010年 - en:Athena Technologies[18], Datapath Inc. (2014年廃業), SEOS Displays Ltd., en:Air Routing International[19]
- 2011年 - Computing Technologies for Aviation (CTA)[20]
- 2014年 - en:ARINC[21][22]
- 2017年 - BE Aerospace[23][24]

## 事業部門
ロックウェル・コリンズは以下の5つの事業部門により構成されていた：
- Commercial Systems (CS) - 航空会社および商用航空機メーカーにナビゲーション、通信、バーチャル・リアリティ・ディスプレイ、オートパイロットや自動着陸などのコクピットシステム、キャビン内のエンターテイメントシステムなどを提供している。
- Government Systems (GS) - 主にアメリカ政府および軍、そしてアメリカの同盟国向けの航空機器を提供している。サプライヤーとして関わったプロダクトには、en:Common Avionics Architecture System (CAAS), Joint Tactical Radio System (JTRS), en:Tactical Targeting Network Technology (TTNT), Defense Advanced GPS Receiver (DAGR), and Future Combat Systemsなどがある。
- International and Service Solutions (I&SS) - 各International Business (IB) 部門で構成されている。海外向けのセールス、エンジニアリング、ヒューマン・リソース、カスタマー・サポート、プロダクト・トレーニングなどの部門がある。CSとGS部門にサービスを提供する。
- Information Management Services (IMS)
- Interior Systems (IS)

### Donald R. Beall Advanced Technology Center
Donald R. Beall Advanced Technology Center (ATC) はロックウェル・コリンズの研究開発部門である。将来のビジネスの成長につながる技術や製品の研究開発を行う。以下の三つの部門からなる：Advanced Radio Systems, Communications and Navigation Systems, and Embedded Information Systems

## コレクター・コミュニティ
コリンズのアマチュア無線機器は、ビンテージ製品コレクターの間で人気が高いブランドの一つである。マニアによるサークルやウェブサイト、インターネット掲示板が活発なブランドである。Collins Collectors Association (CCA)とCollins Radio Association (CRA)がそのようなマニア組織の一例である。またコリンズ愛好家ユーザーグループはミートアップやフェス、無線通信によるディスカッション会なども活発に行っている。